# Идршек
Идршек (словен. Idršek, итал. Idresca di Dole) је насељено место у општини Идрија, Горишка регија, Словенија.

## Историја
До територијалне реорганизације у Словенији био је у саставу старе општине Идрија.

## Становништво
У попису становништва из 2011. године, Идршек је имао 41 становника.
| Број становника према пописима | Број становника према пописима | Број становника према пописима |
| ------------------------------ | ------------------------------ | ------------------------------ |
| 1991                           | 2002                           | 2011                           |
| 33                             | 46                             | 41                             |

Напомена: Године 2009. смањена за део насеља који је спојен са издвојеним делом насеља Печник у ново самостално насеље Лединско Разпотје.

## Галерија
- засеок Гнезд
- засеок Клабоч